# Wuhu (Kreis)
Der Kreis Wuhu (chinesisch 蕪湖縣 / 芜湖县, Pinyin Wúhú Xiàn) ist ein Kreis der bezirksfreien Stadt Wuhu in der chinesischen Provinz Anhui. Er hat eine Fläche von 730 km² und zählt ca. 381.300 Einwohner. Sein Hauptort ist die Großgemeinde Wanzhi (灣沚鎮 / 湾沚镇).

## Administrative Gliederung
Auf Gemeindeebene setzt sich der Kreis aus sechs Großgemeinden zusammen. 